# Inc. (журнал)
Inc. — американский ежемесячный деловой журнал, рассчитанный на владельцев стартапов и малого и среднего бизнеса, одно из самых первых и популярных изданий в данной области. Ежегодно в журнале печатается список 500 самых быстрорастущих частных компаний США — Inc. 500.

## История
Издание было основано Бернардом Голдхиршем в 1979 году в Бостоне. Голдхирш, выпускник Массачусетского технологического университета, с конца 1960-х годов занимался выпуском изданий, посвященных морской тематике. В 1967 году он начал издавать 16-страничный буклет о парусном спорте, который к 1970 году превратился в журнал Sail, а в 1973 и 1978 годах также начал издание журналов Motorboat и Marine Business соответственно. Доходы компании стремительно росли, и к концу 1970-х годов Голдхирш столкнулся с вопросами управления, на которые не знал ответа. Не найдя среди деловой прессы издания, в котором уделялось бы внимание вопросам управления малым и средним бизнесом, и предположив, что другие предприниматели оказываются в такой же ситуации, он решил заняться выпуском такого журнала. Несмотря на предостережения экспертов, что у него нет шансов на успех, он продал журналы по морской тематике более чем за 10 миллионов долларов и основал Inc.
Первый номер журнала был напечатан в апреле 1979 года тиражом 400 000 экземпляров, которые были распространены бесплатно. Журнал сразу стал успешным — уже через год у Inc. было 200 000 подписчиков, количество рекламодателей увеличилось почти на 80 %, а выручка компании составила 5,8 миллионов долларов. К 1981 году издание стало прибыльным, количество подписчиков превысило 600 000 человек, а по популярности среди деловой прессы журнал стал четвёртым после Forbes, Fortune и Businessweek.
В 2000 году овдовевший и борющийся с раком Бернард Голдхирш продал журнал более чем за 200 миллионов долларов, 10 % от которых он отдал своим сотрудникам.

## Inc. Russia
Существуют региональные издания под брендом журнала, в частности, в 2016 году российский бизнесмен Владимир Палихата запустил по лицензии версию журнала на русском языке с правом распространения в России и ряде сопредельных стран. Первым главредом издания стал Александр Федорчук.
11 мая 2021 главным редактором издания в России стала Екатерина Кинякина, ранее работающая в «Ведомостях».